# Grand Prix de la Ville de Lillers
Il Grand Prix de la Ville de Lillers-Souvenir Bruno Comini, conosciuto anche come Grand Prix de Lillers, è una corsa in linea maschile di ciclismo su strada che si svolge annualmente, in marzo, a Lillers, nel dipartimento del Passo di Calais, in Francia. Dal 2005 fa parte del calendario dell'UCI Europe Tour nella classe 1.2. Fino al 1995 era riservata ai dilettanti.

## Albo d'oro
Aggiornato all'edizione 2025.
| Anno | Vincitore                              | Secondo                                | Terzo                                  |
| ---- | -------------------------------------- | -------------------------------------- | -------------------------------------- |
| 1964 | Claude Rigaut                          | Stéphan Kowalczik                      | C. Dubreucq                            |
| 1965 | Jean Réveillon                         | Claude Neuts                           | Claude Coyot                           |
| 1966 | Patrick Cuny                           | Gérard Olbe                            | André Mollet                           |
| 1967 | Jacques-André Hochart                  | José Samyn                             | Alain Vasseur                          |
| 1968 | André Mollet                           | Ghislain Laigle                        | Elie Lefranc                           |
| 1969 | Robert Mintkiewicz                     | Daniel Dussez                          | Serge Dhondt                           |
| 1970 | M. Lefebvre                            | Gérard Olbe                            | Guy Leleu                              |
| 1971 | Guy Leleu                              | W. Smeckens                            | Karl-Heinz Küster                      |
| 1972 | Claude Tollet                          | Willy Fersner                          | Marc Verbeeck                          |
| 1973 | Klaus-Peter Thaler                     | August Van Looy                        | Willy Van den Ouweland                 |
| 1974 | Alain Molmy                            | S. Mailhe                              | Willy Van den Ouweland                 |
| 1975 | Eddy Copmans                           | Eric Lalouette                         | Willy Van den Ouweland                 |
| 1976 | Jacques Dutailly                       | Serge Dheruelle                        | Claude Bavaye                          |
| 1977 | Claude Baveye                          | Guy Leleu                              | Didier Vanoverschelde                  |
| 1978 | Oliver Vantielcke                      | Wim Lugtenburg                         | Gilles Mahé                            |
| 1979 | Robert Millar                          | Fabien De Vooght                       | Loubé Blagojevic                       |
| 1980 | Philippe Miotti                        | Denis Hundt                            | Didier Ramet                           |
| 1981 | Jean-Philippe Pipart                   | Jeffrey Williams                       | André Trache                           |
| 1982 | Jean-Philippe Pipart                   | John de Crom                           | Herman Winkel                          |
| 1983 | Rinus Ansems                           | Dominique Lecrocq                      | Ron Snijders                           |
| 1984 | Brian Holm                             | Paul Watson                            | Eric Martin                            |
| 1985 | Jacques Dutailly                       | Søren Lilholt                          | Rinus Ansems                           |
| 1986 | Vincent Thorey                         | Jean-François Laffillé                 | Bertrand Zielonka                      |
| 1987 | Yvan Frebert                           | Philippe Delaurier                     | Jean-François Laffillé                 |
| 1988 | Bruno Bonnet                           | Dominique Dieryckx                     | Vincent Lacressonière                  |
| 1989 | William Perard                         | Thierry Barrault                       | Jean-Jacques Philipp                   |
| 1990 | Jean-François Laffillé                 | Thierry Gouvenou                       | Laurent Boucher                        |
| 1991 | Jean-François Laffillé                 | Björn Stenersen                        | Slawomir Krawczyk                      |
| 1992 | Bennie Gosink                          | Jeroen Hermes                          | Saulius Sarkauskas                     |
| 1993 | Jeroen Blijlevens                      | Fabrice Naessens                       | David Derique                          |
| 1994 | Jean-François Laffilé                  | Cédric Vasseur                         | Fabrice Naessens                       |
| 1995 | Gregory Barbier                        | Ronald Withag                          | Jean-François Laffillé                 |
| 1996 | Niko Eeckhout                          | Stéphane Hennebert                     | Anthony Morin                          |
| 1997 | Niko Eeckhout                          | Cédric Vasseur                         | Stéphane Cueff                         |
| 1998 | Geert Verheyen                         | Aleksandr Vinokurov                    | Torsten Schmidt                        |
| 1999 | Bjørnar Vestøl                         | Chris Peers                            | Martin Rittsel                         |
| 2000 | Francis Moreau                         | Jérôme Desjardins                      | Dmitrij Fofonov                        |
| 2001 | Jean-Michel Tessier                    | Sven Teutenberg                        | Steffen Radochla                       |
| 2002 | Pascal Deramé                          | Jimmy Engoulvent                       | Yanto Barker                           |
| 2003 | Damien Nazon                           | Sébastien Hinault                      | Joost Posthuma                         |
| 2004 | Benny De Schrooder                     | Franck Perque                          | Kevin Van Der Slagmolen                |
| 2005 | Johan Coenen                           | David Boucher                          | Vytautas Kaupas                        |
| 2006 | Markus Eichler                         | Anthony Jaunet                         | Médéric Clain                          |
| 2007 | Benoît Daeninck                        | Mario Ickx                             | Tom Leezer                             |
| 2008 | Dominic Klemme                         | Benoît Daeninck                        | Matthias Friedemann                    |
| 2009 | Aleksejs Saramotins                    | Alexandre Lemair                       | Jean-Marc Bideau                       |
| 2010 | Benoît Daeninck                        | Jean-Marc Bideau                       | Renaud Dion                            |
| 2011 | Denis Flahaut                          | Fabien Bacquet                         | Nikola Aistrup                         |
| 2012 | Russell Downing                        | Jean-Lou Paiani                        | Laurent Mangel                         |
| 2013 | Benoît Daeninck                        | Olivier Pardini                        | Steven Tronet                          |
| 2014 | Steven Tronet                          | Martijn Degreve                        | Benoît Daeninck                        |
| 2015 | cancellato                             | cancellato                             | cancellato                             |
| 2016 | Stijn Steels                           | Christopher Piry                       | Tim Declercq                           |
| 2017 | Thomas Boudat                          | Yannis Yssaad                          | Justin Jules                           |
| 2018 | Jérémy Lecroq                          | Yoann Paillot                          | Alfdan De Decker                       |
| 2019 | annullato per condizioni meteo avverse | annullato per condizioni meteo avverse | annullato per condizioni meteo avverse |
| 2020 | Florian Vachon                         | Arjen Livyns                           | Thibault Guernalec                     |
| 2021 | annullata per la pandemia di COVID-19  | annullata per la pandemia di COVID-19  | annullata per la pandemia di COVID-19  |
| 2022 | Milan Menten                           | Gianluca Pollefliet                    | Jason Tesson                           |
| 2023 | Andreas Stokbro                        | Norman Vahtra                          | Morné Van Niekerk                      |
| 2024 | Emmanuel Morin                         | Steffen De Schuyteneer                 | Antoine Aebi                           |
| 2025 | Matthew Brennan                        | Valentin Tabellion                     | Alfred George                          |